# Sidi Mérouane
Sidi Mérouane (în arabă سيدي مروان) este o comună din provincia Mila, Algeria.
Populația comunei este de 23.088 de locuitori (2008).